# Mei 2000
Dit artikel geeft een chronologisch overzicht van alle belangrijke gebeurtenissen per dag in de maand mei van het jaar 2000.

## Gebeurtenissen

### 1 mei
- De Amerikaanse overheid schakelt de Selective Availability-functie van het global positioning system uit. Hierdoor neemt de foutmarge van gps voor burgers af van meer dan 100 m naar 10 m, wat tot veel nieuwe toepassingen leidt, zoals geocaching.
- Mark Williams wint het WK snooker voor de eerste keer in zijn carrière. In de finale is hij te sterk voor zijn Welshe landgenoot Matthew Stevens.

### 3 mei
- Een Schotse rechtbank start in Nederland (Kamp Zeist) met de berechting van de twee Libiërs die worden verdacht van de bomaanslag op een Pan Am-toestel boven Lockerbie in 1988.

### 4 mei
- Het ILOVEYOU-virus legt e-mailsystemen en computernetwerken van veel bedrijven in de hele wereld plat.

### 6 mei
- HC Bloemendaal prolongeert de landstitel in de Nederlandse hockeyhoofdklasse door in de derde wedstrijd uit de finale van de play-offs Hockeyclub 's-Hertogenbosch met 5-0 te verslaan.

### 7 mei
- De hockeysters van Hockeyclub 's-Hertogenbosch winnen de derde landstitel op rij in de Nederlandse hoofdklasse door in het tweede duel uit de finale van de play-offs Amsterdam met 2-0 te verslaan.

### 10 mei
- Benoeming van de Nederlander Johannes te Maarssen tot bisschop van Kundiawa in Papoea-Nieuw-Guinea.

### 12 mei
- Het nationale museum van Groot-Brittannië Tate Modern wordt geopend in Londen.
- De Nederlandse staat moet 8 miljoen gulden betalen aan Willem Oltmans wegens gebleken tegenwerking van de journalist.

### 13 mei
- Enschede - Een vuurwerkramp legt een complete woonwijk in de as en kost 23 dodelijke slachtoffers.
- Stockholm - Het Eurovisiesongfestival wordt gehouden in de Zweedse Hoofdstad, Stockholm.De Deense Olsen Brothers winnen met het lied Fly on the wings of love.

### 14 mei
- Bij het wereldkampioenschap ijshockey voor A-landen in Rusland prolongeert Tsjechië de wereldtitel door Slowakije in de finale met 5-3 te verslaan.
- Zwemmer Ian Thorpe uit Australië scherpt in Sydney zijn eigen wereldrecord op de 200 meter vrije slag aan tot 1.45,69.

### 15 mei
- Zwemmer Ian Thorpe uit Australië scherpt in Sydney zijn eigen en één dag oude wereldrecord op de 200 meter vrije slag aan tot 1.45,51.

### 17 mei
- Galatasaray wint de UEFA-cup. In de finale in Kopenhagen zegeviert de Turkse voetbalclub na strafschoppen (4-1) ten koste van het Engelse Arsenal.

### 21 mei
- Nederland speelt in het Wagener-stadion in Amstelveen zijn duizendste officiële hockeyinterland. Tegenstander is Australië, dat met 4-1 wordt verslagen.
- In Londen komen bij de bouw van de HSBC Tower drie personen om het leven nadat het bovenste gedeelte van een hijskraan naar beneden valt.

### 24 mei
- Real Madrid wint de Champions League. In de finale in Parijs is de Spaanse voetbalclub met 3-0 te sterk voor het eveneens Spaanse Valencia.

### 25 mei
- De verkiezingen in Suriname worden gewonnen door de Nieuw Front Combinatie.

### 26 mei
- Een 87-jarige vrouw overlijdt in een verzorgingshuis in North Port in de Amerikaanse staat Florida, nadat zij 1625 keer door mieren is gestoken. Het gaat om mieren die oorspronkelijk alleen in Latijns-Amerika voorkomen en met schepen naar het zuiden en zuidoosten van de Verenigde Staten zijn gekomen.

### 27 mei
- In de aanloop naar het EK voetbal 2000 wint het Nederlands voetbalelftal in Amsterdam met 2-1 van Roemenië in een vriendschappelijke interland. Marc Overmars en Patrick Kluivert scoren voor Oranje.

### 28 mei
- Zwemster Inge de Bruijn scherpt in Sheffield het wereldrecord op de 100 meter vrije slag aan tot 53,80. De mondiale toptijd was met 54,01 in handen van Le Jingyi.

### 31 mei
- De kantonrechter in Tilburg veroordeelt 125 supporters tot boetes van 375 tot 900 gulden wegens samenscholing. De supporters, van wie de meesten Feyenoord-aanhanger zijn, werden eind februari gearresteerd.

## Overleden
<< · januari · februari · maart · april · mei · juni · juli · augustus · september · oktober · november · december · >>